# انتخابات الرئاسة الدومينيكانية 1996
انتخابات الرئاسة الدومينيكانية 1996 هي الانتخابات الرئاسية التي جرت في 16 مايو 1996، في جمهورية الدومينيكان، فاز بالانتخابات ليونيل فرناندز.